# Artaise-le-Vivier
 Artaise-le-Vivier  es una población y comuna francesa, en la región de Champaña-Ardenas, departamento de Ardenas, en el distrito de Sedan y cantón de Raucourt-et-Flaba.

## Demografía
| 87 | 85 | 72 | 68 | 49 | 55 |
| Para los censos de 1962 a 1999 la población legal corresponde a la población sin duplicidades (Fuente: INSEE [Consultar]) |    |    |    |    |    |